# Marché aux truffes de Richerenches
Pour les articles homonymes, voir Marché, Truffe et Richerenches.
Le marché aux truffes de Richerenches est le plus important marché de truffes (truffe noire Tuber melanosporum, ou diamant noir) d'Europe en quantité commercialisées, de la commune de Richerenches, de l'enclave des papes du Vaucluse dans la Drôme en Provence. Ouvert depuis 2008 par une cérémonie rituelle de ban des truffes, vers la mi-novembre, il attire à nouveau les médias internationaux lors de la célébration de la messe aux truffes à la mi-janvier. Ouvert aux professionnels de la restauration, courtiers, négociants, conserveurs, et particuliers, Richerenches est labellisé « Capitale de la Truffe de qualité » par le Conseil national des arts culinaires.

## Histoire

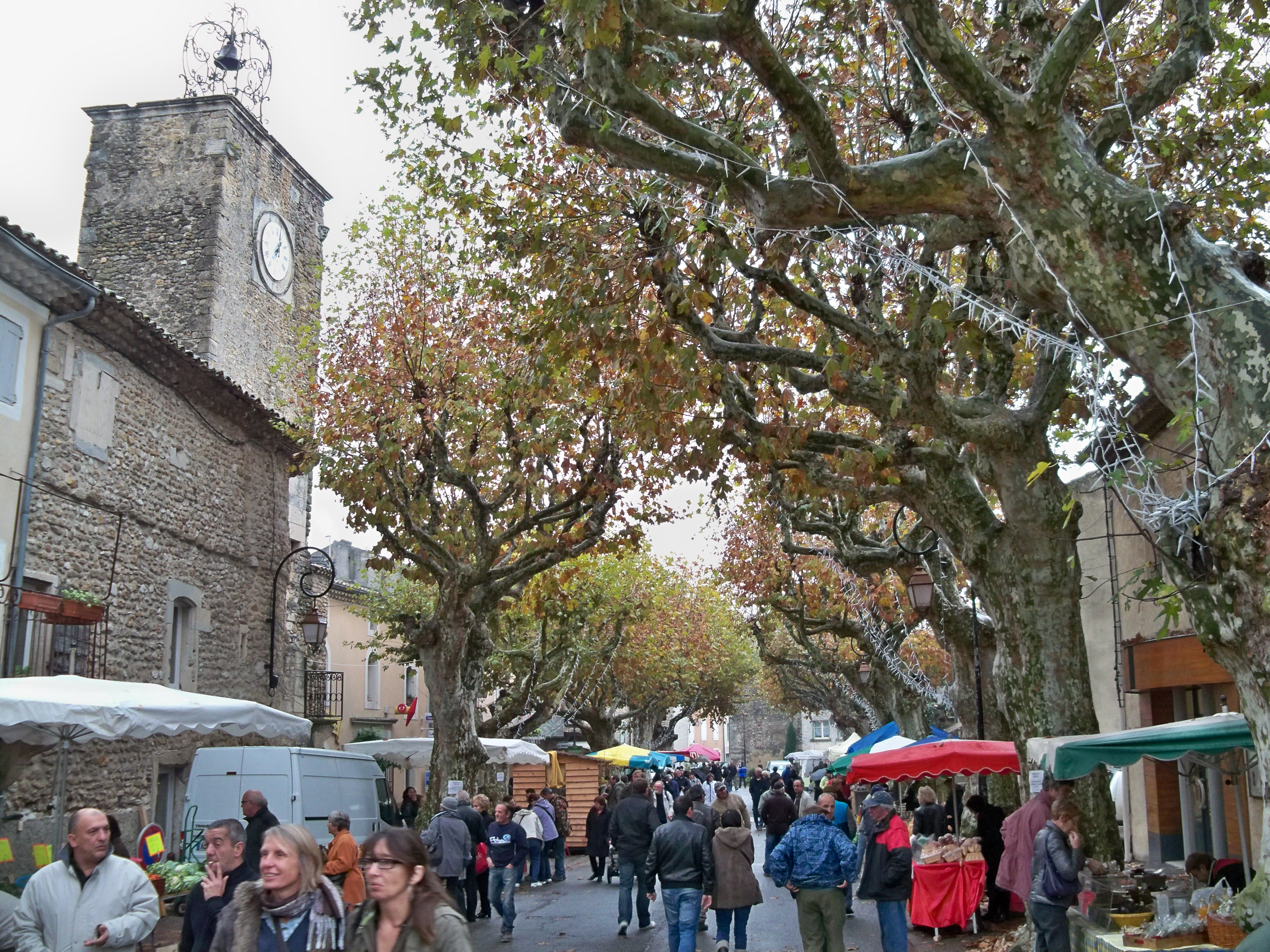
Marché de Provence de Richerenches.

Le village médiéval de Richerenches est l'une des quatre communes qui forment l'enclave des papes du Vaucluse dans la Drôme provençale (initialement et historiquement attachée à la Papauté d'Avignon). Les vestiges de mur d’enceinte du vieux bourg, flanqué de quatre tours, sont des vestiges de la plus grande commanderie templière de Provence, du XIIe siècle, acquise par l'ordre du Temple en 1136,. 
La truffe noire tuber melanosporum (ou diamant noir) tient une place importante dans l'économie communale. Son commerce par des producteurs locaux se pratiquait par courtage avant les années 1920, jusqu’à la fondation vers 1923, par le conseil municipal, du marché hebdomadaire du samedi, entre mi-novembre et mi-mars, pour régulariser ses transactions,,,,.

## Truffières, vignoble et champs de lavande de Richerenches
Richerenches a acquis depuis longtemps son importante renommée de « capitale de la truffe de qualité  » avec une importante et vaste production qualitative locale de ses truffières de chênes truffiers, au milieu de son important vignoble de la vallée du Rhône et de ses champs de lavande.

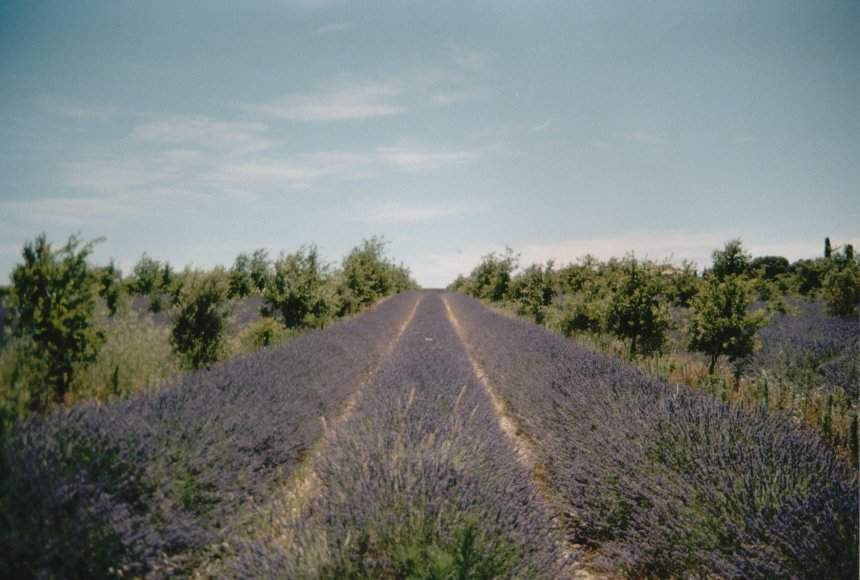
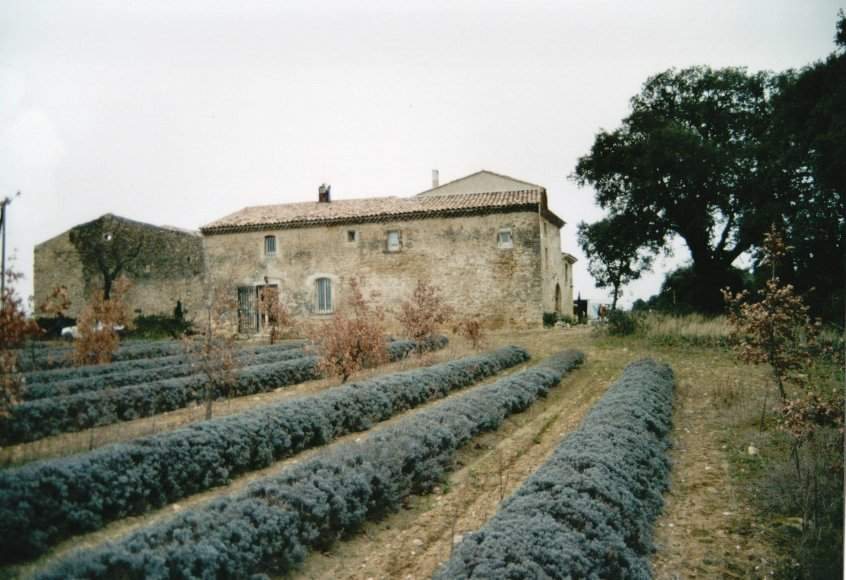
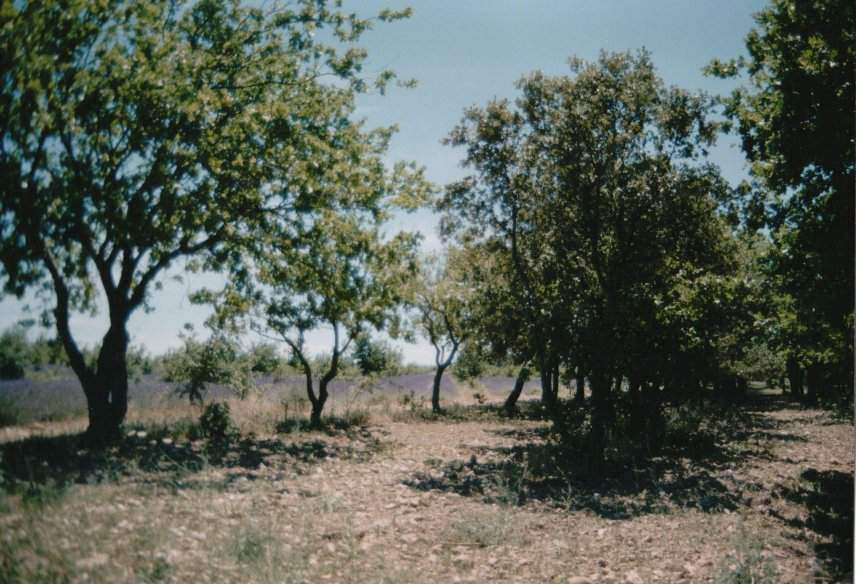

## Ouverture du marché

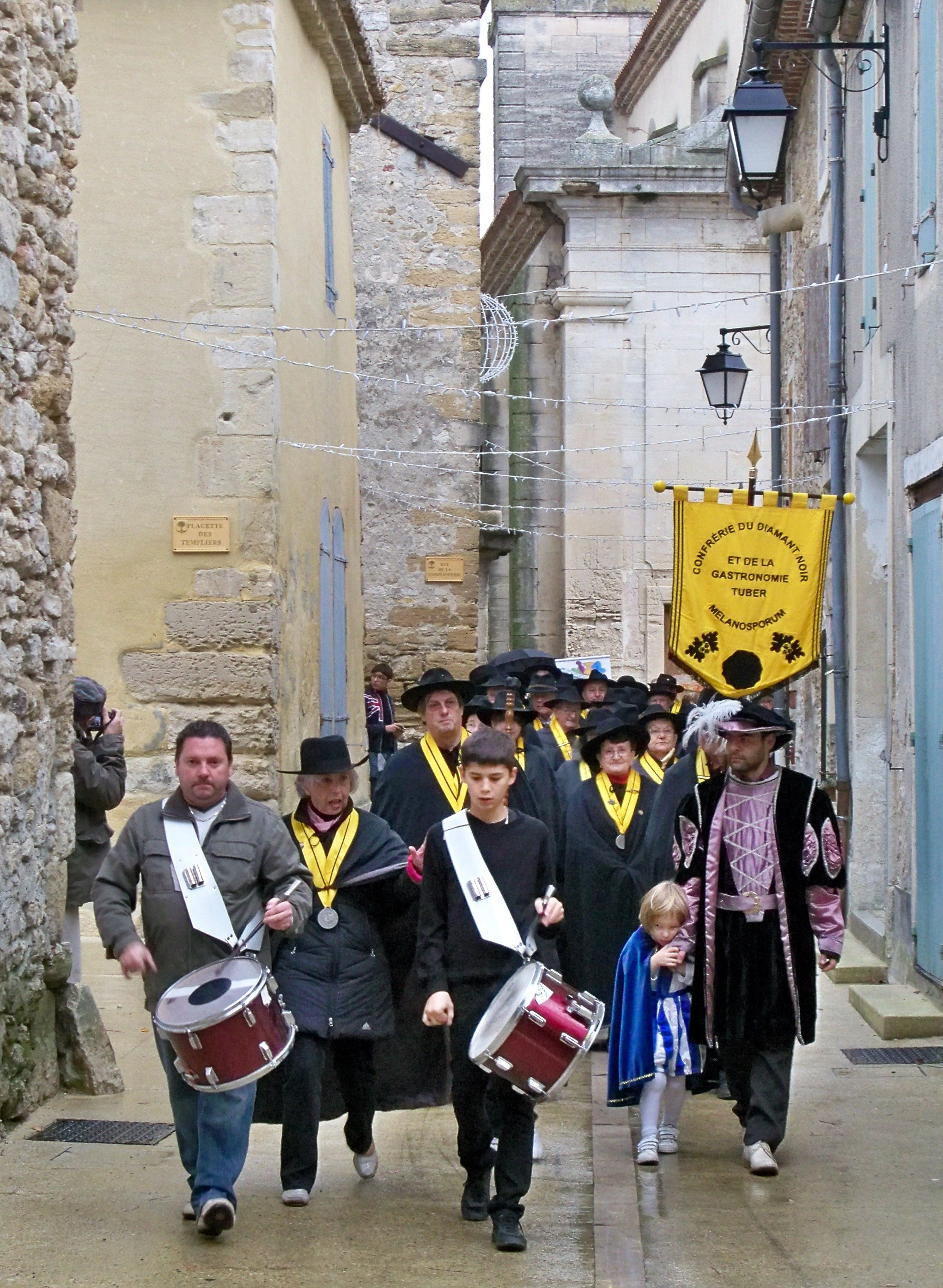
Ouverture en fanfare du marché aux truffes de Richerenches.

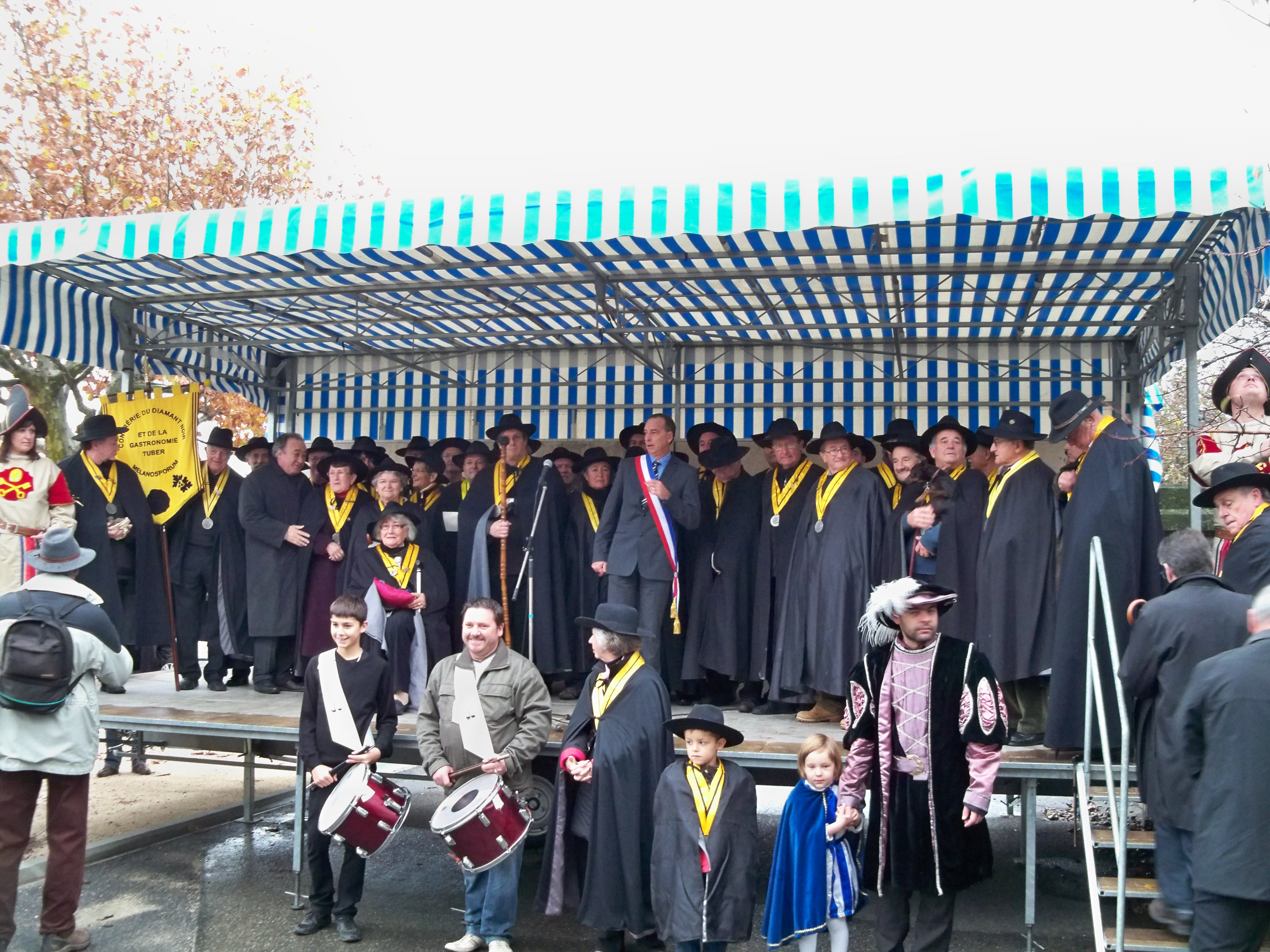
Proclamation de l'ouverture officielle du marché.

Le « Ban des Truffes » marque l'ouverture officielle du marché de Richerenches,, proclamée par les membres de la « Confrérie du diamant noir et de la gastronomie » revêtus de leurs habits d'apparat,. La levée du ban des truffes marque l'ouverture de la saison des truffes dans tout le sud-est de la France, première région productrice de truffes noires (ou truffes du Périgord, appellation botanique non géographique, puisque 70 % des truffes commercialisées en France proviennent des marchés de Vaucluse). Ce premier marché aux truffes de Richerenches permet aux volontaires de caver les truffes dans les truffières (à la mouche de la truffe, ou avec des chiens truffiers ou des cochons truffiers), de déguster des truffes, de profiter de menu spécial truffes dans les restaurants du village, du grand repas gastronomique aux truffes proposé par la Confrérie (sur réservation), et d'assister à une conférence au café littéraire sur le thème des truffes...

## Déroulement

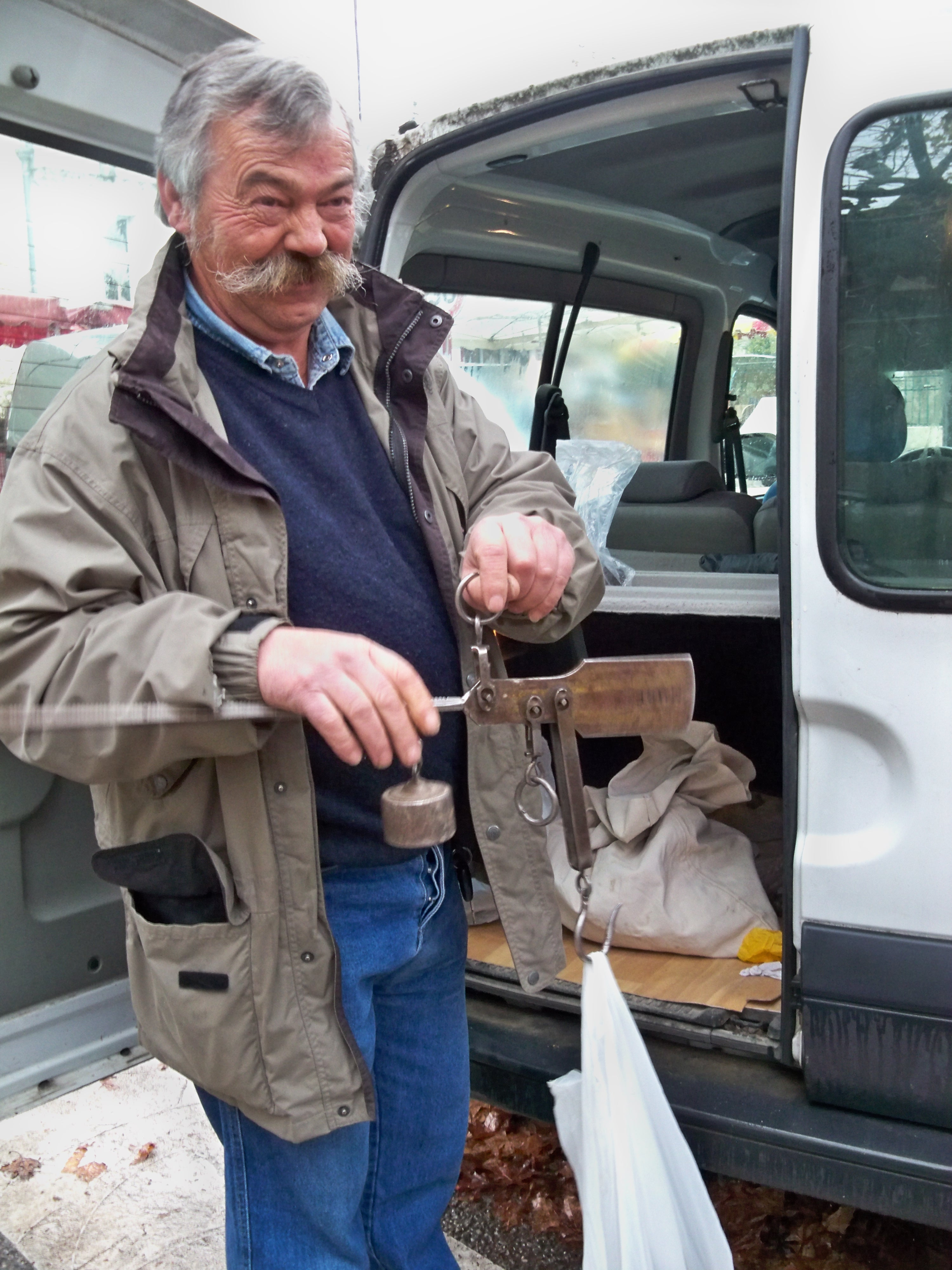
Le marché des grossistes sur le cours Mistral.

Ce plus important marché d'Europe,, qui se déroule de la mi-novembre à la mi-mars, commercialise (selon les années) plus de 700 kg de truffes noires par semaine, soit plus de 50 % des truffes vendues sur les principaux marchés du sud-est de la France, et 30 % de la production nationale. 

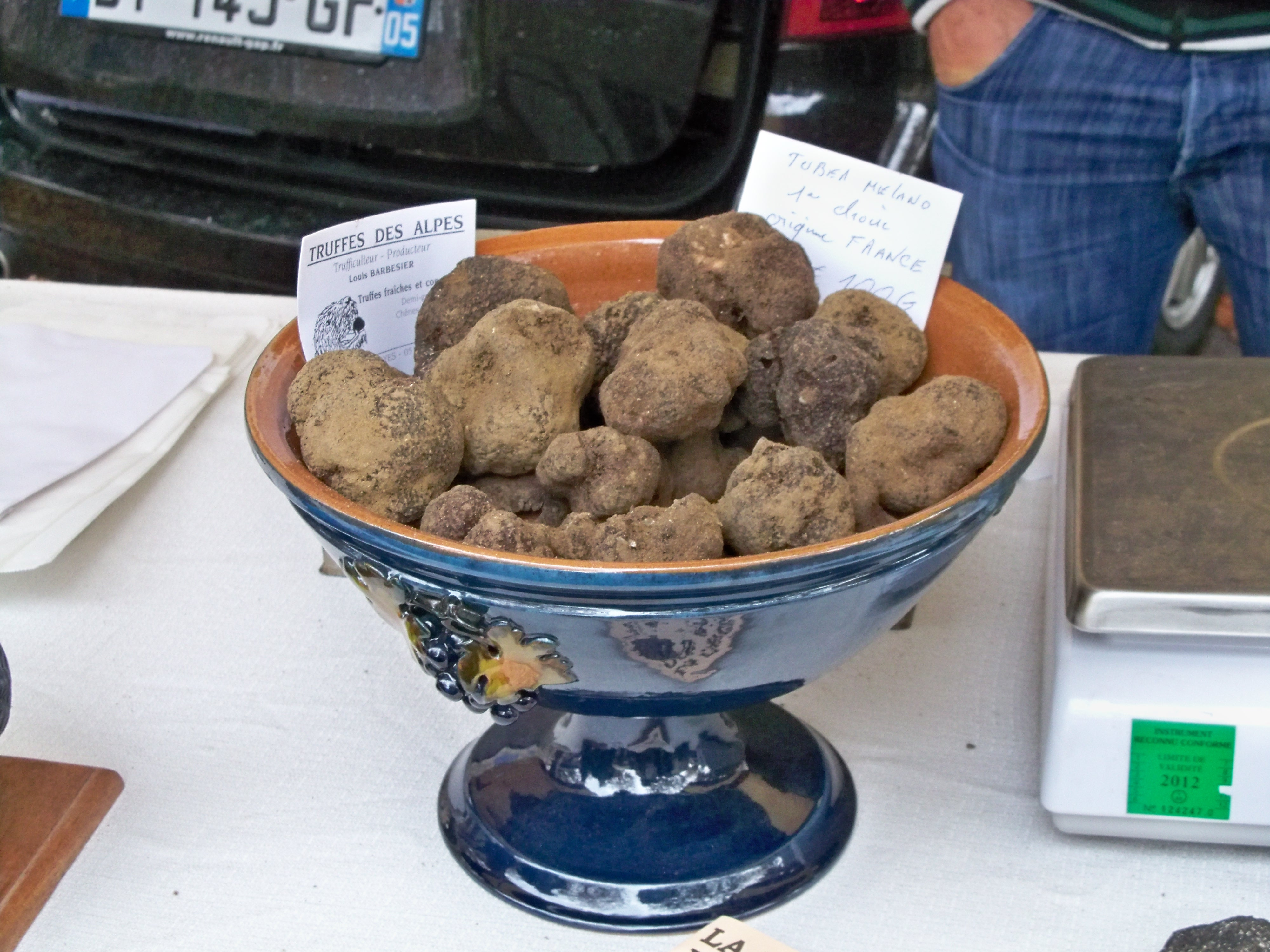
Marché au détail sur l'avenue de la Rabasse.

Il débute le samedi qui suit le 15 novembre . Dès lors, chaque samedi matin de 9 heures à 13 heures, trufficulteurs, courtiers, acheteurs, restaurateurs étoilés, touristes et amateurs, se retrouvent sur le cours du Mistral du vieux bourg, pour la vente en gros, et sur l'avenue de la Rabasse pour la vente au détail, où tous les sujets de conversations tournent autour de la truffe. 
Pour le marché des professionnels, les voitures des trufficulteurs sont toutes garées, coffre ouvert, sur le cours Mistral. C'est sur cette allée, bordée de platanes, qui ne dépasse pas une centaine de mètres de long, que se déroule en une matinée, le plus grand marché aux truffes d'Europe destiné aux grossistes. Les prix et les quantités se négocient de gré à gré.

Sur les stands du marché de Richerenches
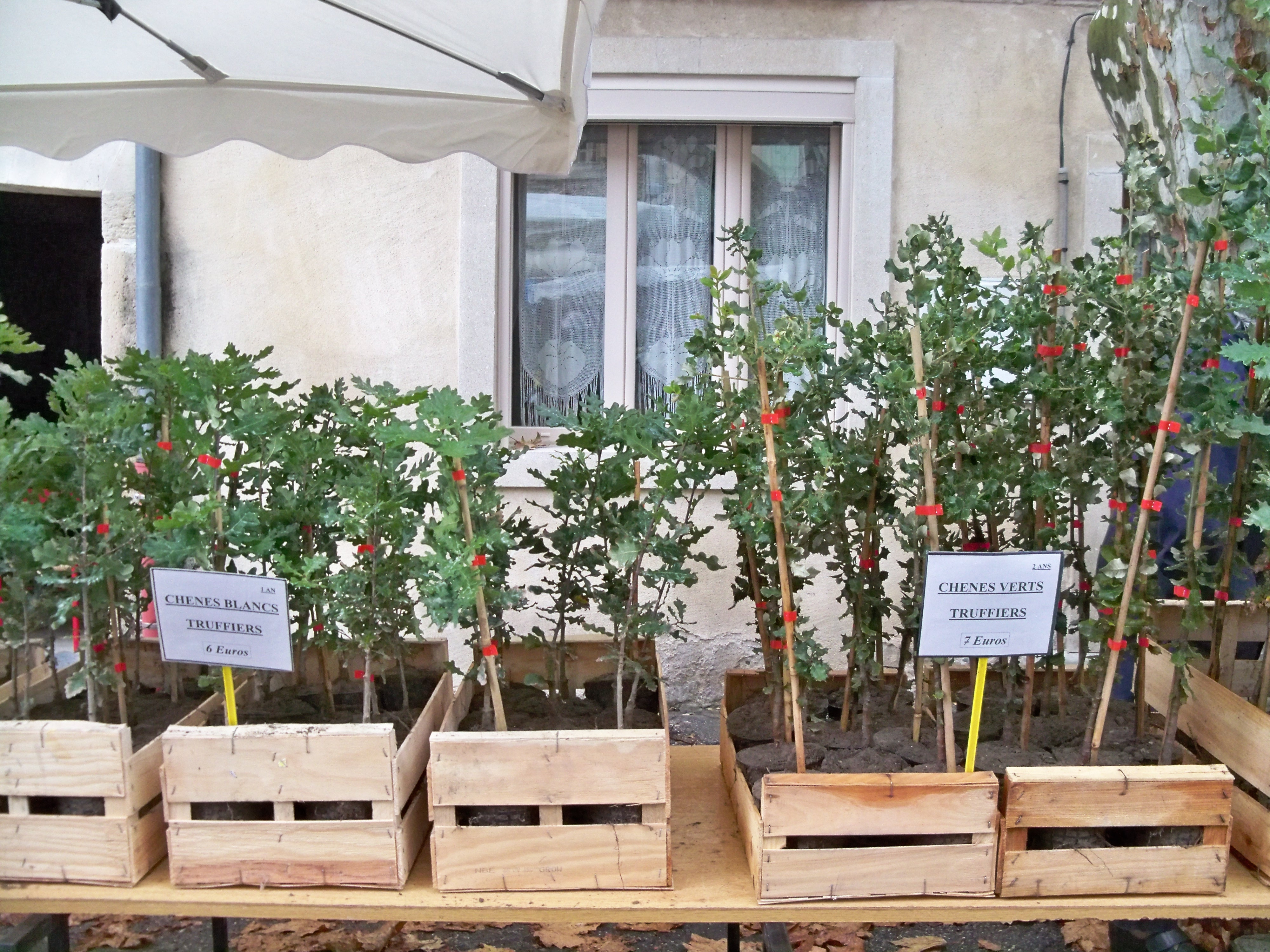
Plans de chênes truffiers.
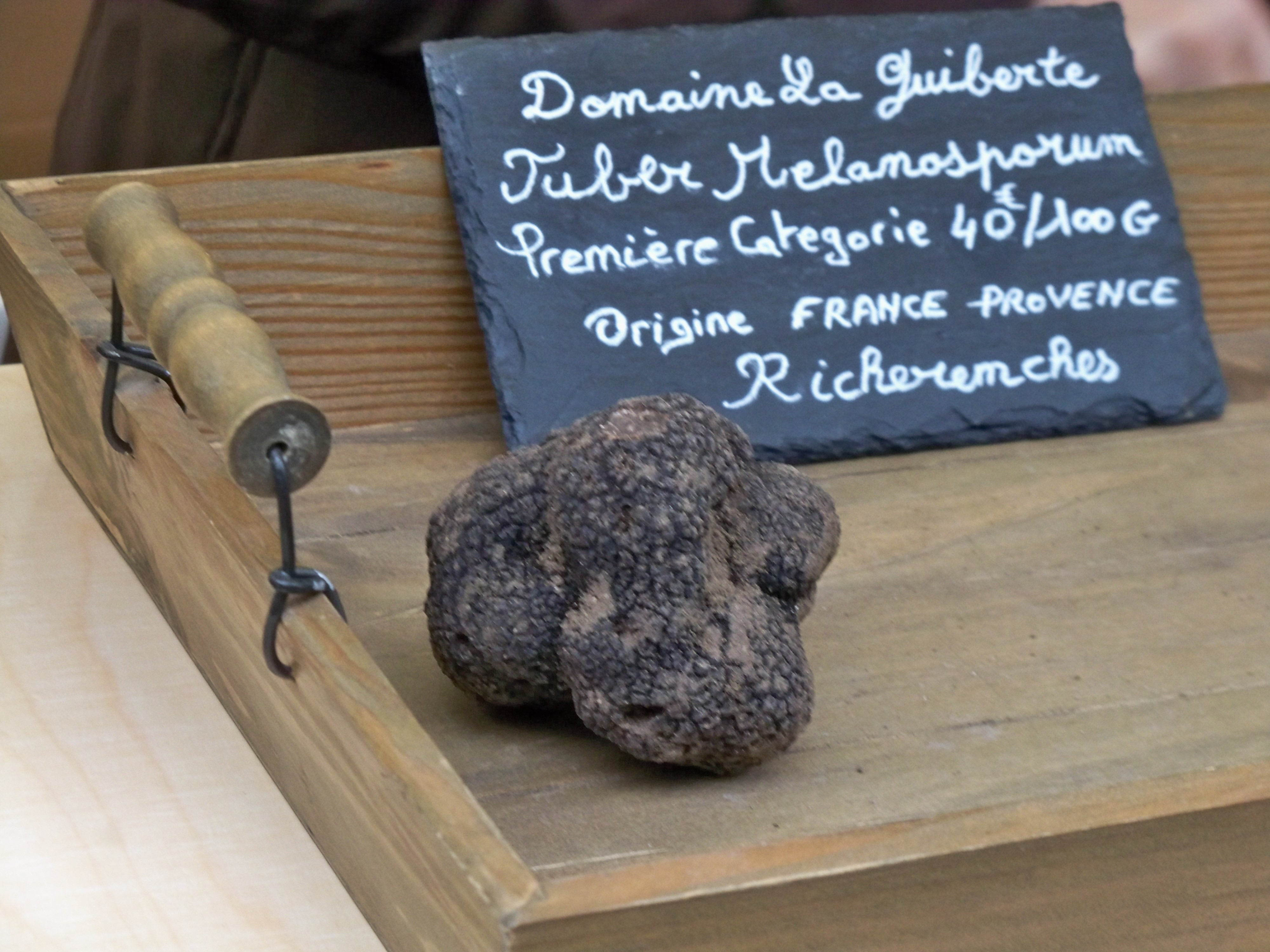
Vente au détail.
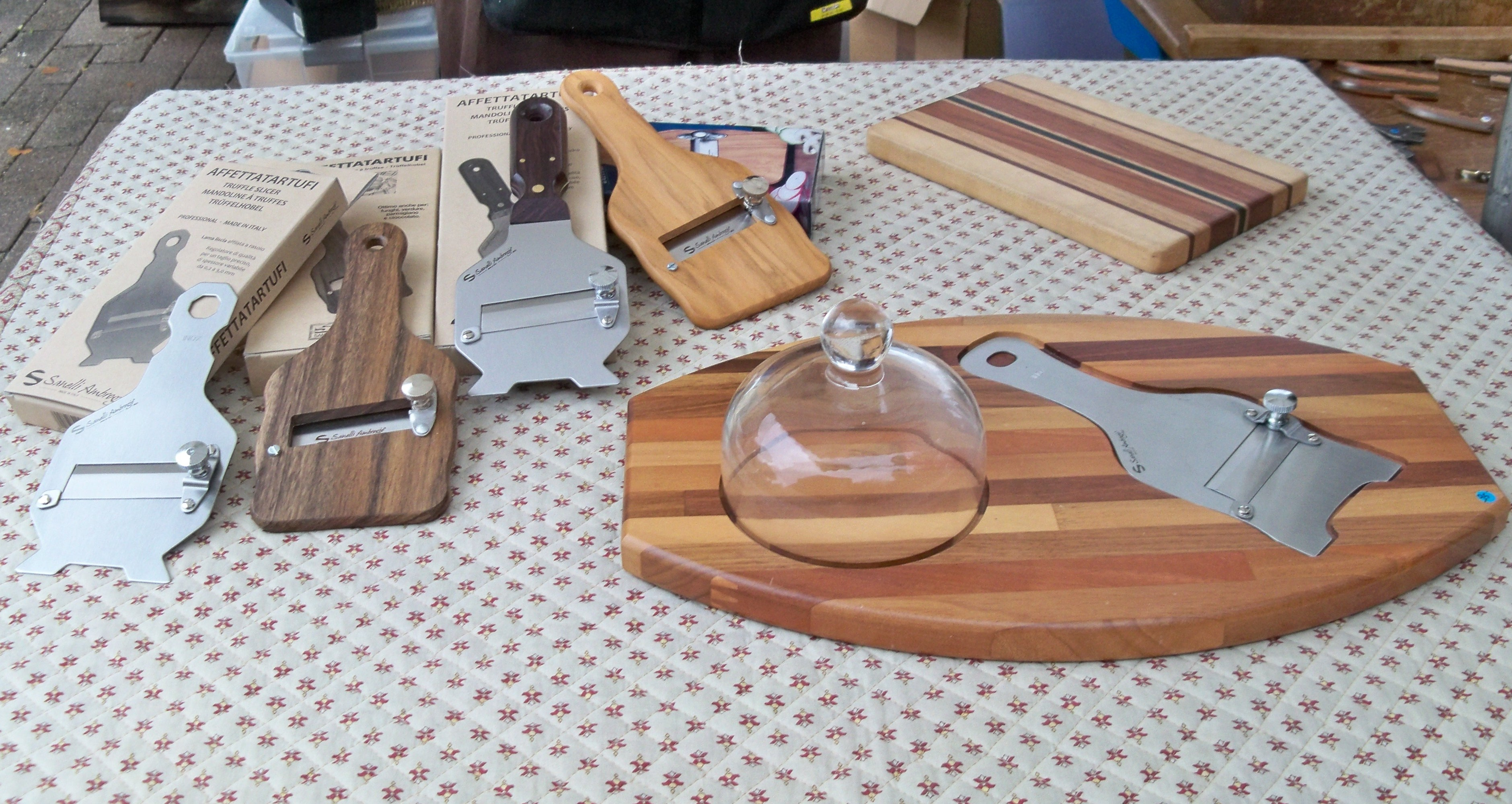
Rapes à truffes.
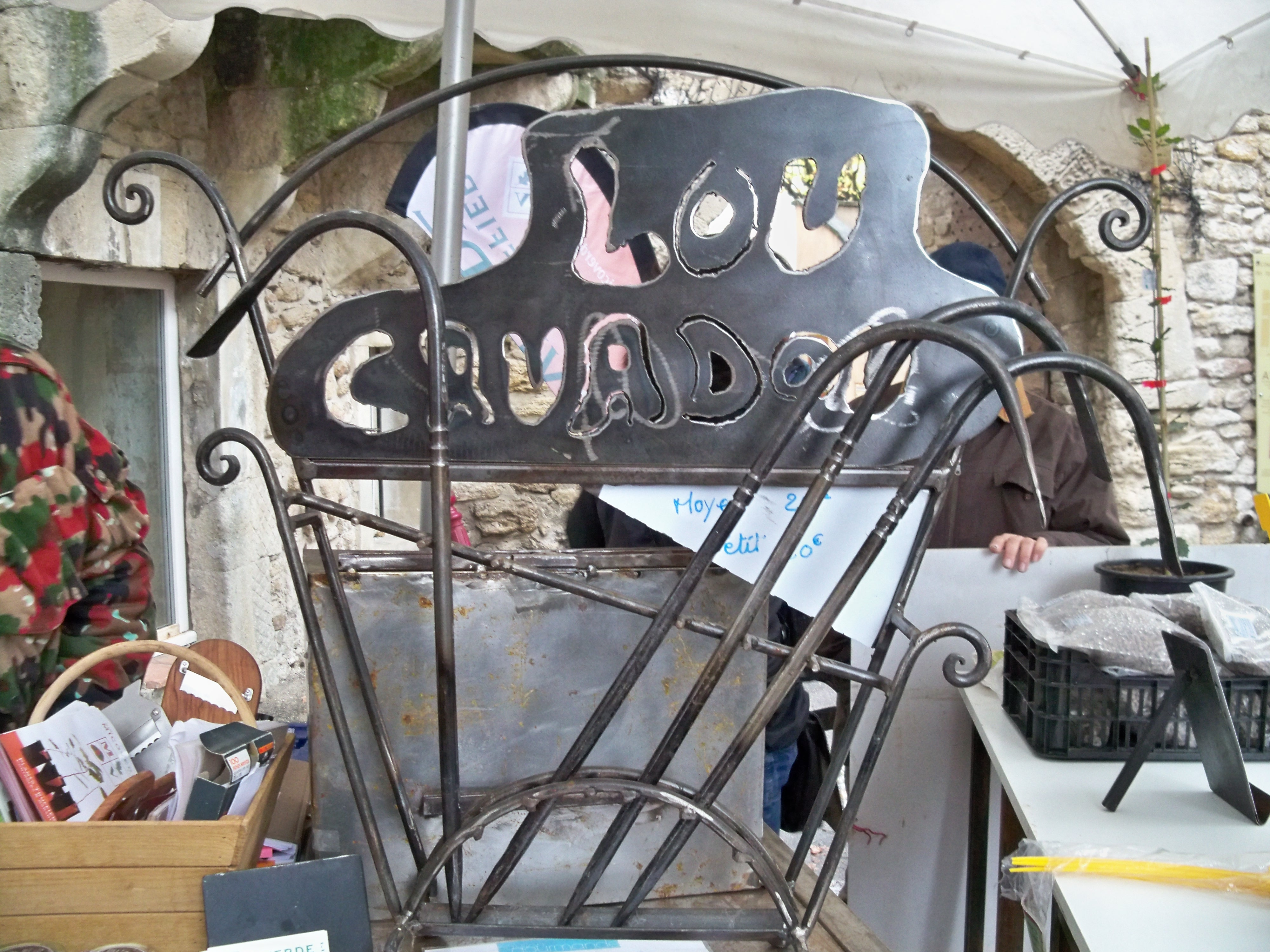
Cannes à caver les truffes.

Un marché de Provence de produit régionaux et artisanaux vend en même temps à proximité, objets, vins, miel, olives, huile d'olive, tapenade, aulx, ou fromages et charcuterie du terroir,..., sur la même allée que le marché de truffe au détail. 

## Norme Interfel

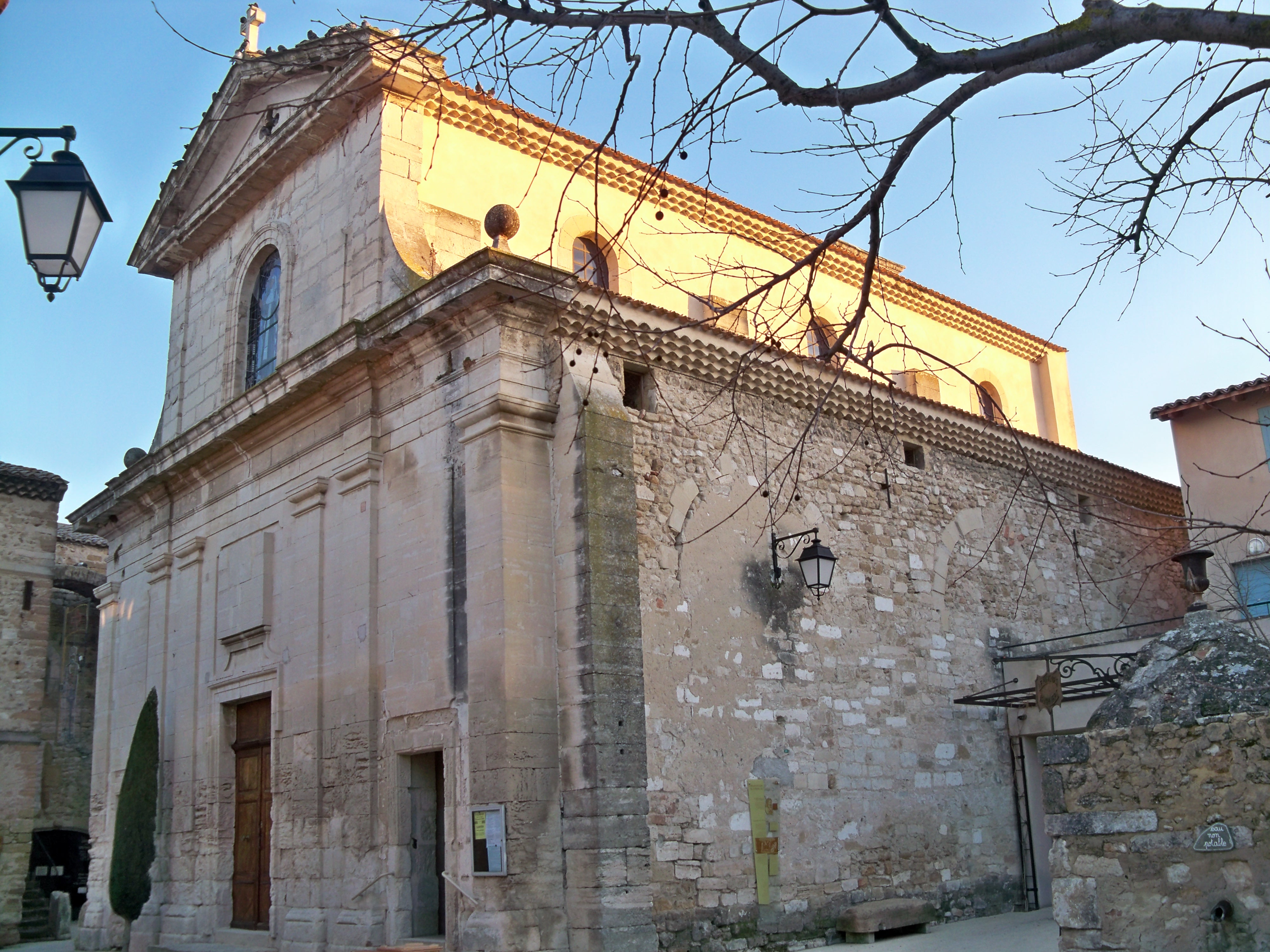
Église Notre-Dame de Richerenches.

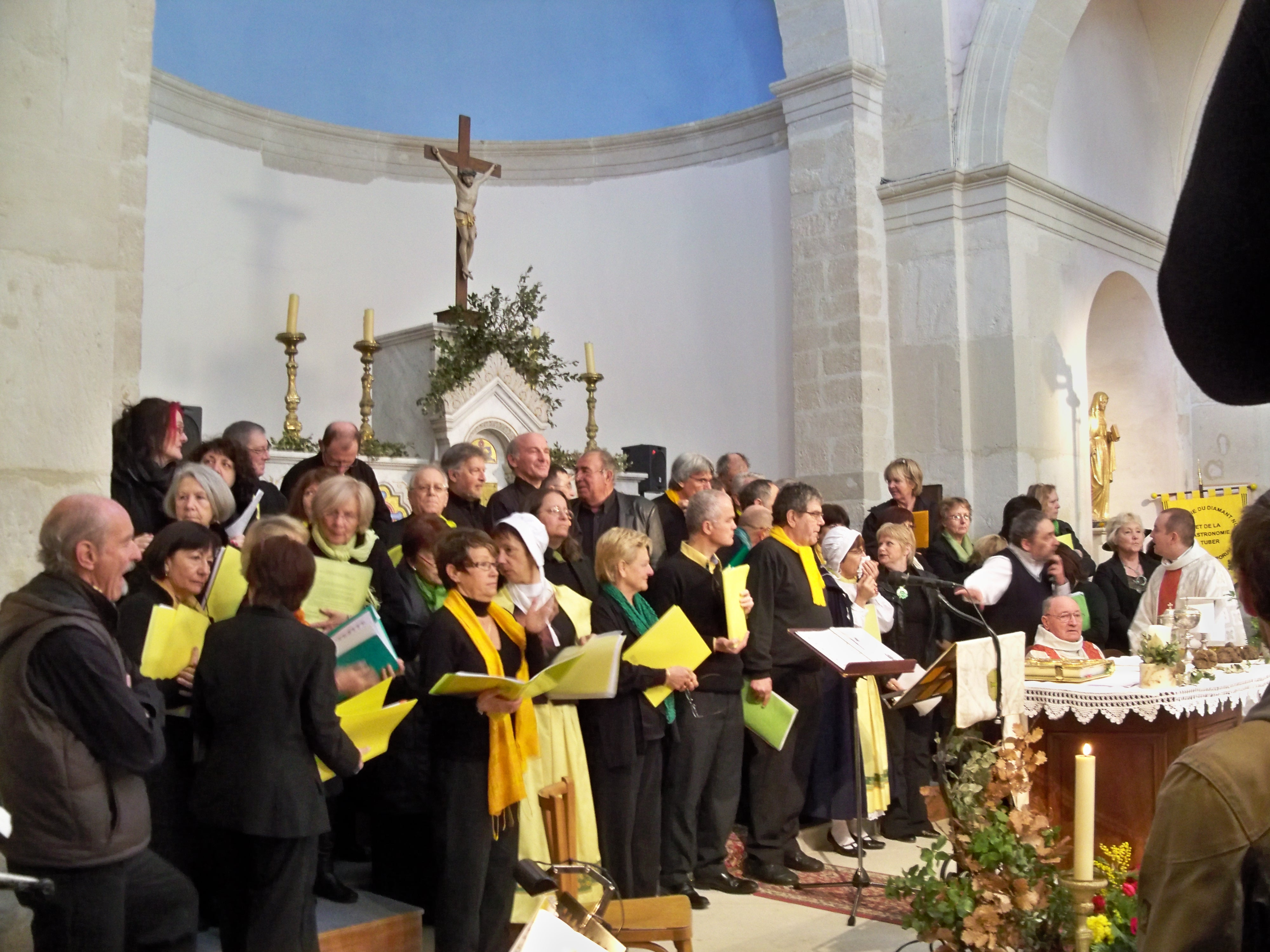
La chorale salue l'arrivée des truffes sur l'autel.

En 2006 une norme des truffes fraîches (Tuber melanosporum et Tuber brumale) a été définie, sur la base d'un accord interprofessionnel, afin d'améliorer et de qualifier l'offre. Les truffes mises à la vente doivent être entières, sans cassure, avoir l'odeur, la saveur et la couleur caractéristiques de leur espèce, êtres propres et brossées, exemptes de parasites et de pourriture, et avoir un poids supérieur à 5 grammes.
Quelle que soit l'espèce, une truffe doit entrer dans l'une de ces trois catégories : 
- Catégorie Extra : truffes de qualité supérieure de calibre supérieur ou égal à 20 grammes
- Catégorie I : truffes de bonne qualité comportant de légers défauts, de calibre supérieur ou égal à 10 grammes
- Catégorie II : toutes les autres truffes de calibre supérieur ou égal à 5 grammes[11].

## Messe aux truffes
La messe aux truffes est célébrée depuis 1952 dans l'église Notre-Dame de Richerenches, pour la fête de la Saint-Antoine, patron des trufficulteurs. Elle est instituée par le curé de Richerenches Henri Michel-Reyne, pour la rénovation de l'église templière délabrée de l'époque. Elle est célébrée depuis chaque troisième dimanche de janvier. À cette occasion, à l’initiative du curé Henri Michel-Reyne, la corbeille se remplit lors de la quête de dons généreux de truffes fraîches, pesées et vendues à l'issue de l'office aux enchères à la criée à des tarifs flamboyants, sur la place de l'Hôtel-de-Ville, pour le bénéfice des finances paroissiales,.

## Capitale de la truffe et site remarquable du goût
Grâce à sa production et à son marché, Richerenches est déclaré « Capitale de la Truffe de qualité » par le Conseil national des arts culinaires. 

## Quelques autres marchés de la truffes en Provence
- Marché d'Apt
- Marché de Valréas
- Marché aux truffes de Carpentras
- Marché aux truffes de Saint-Paul-Trois-Châteaux